# ژولین کوربه

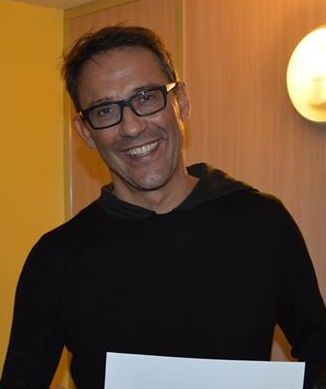
نگارهٔ ژولین کوربه، ژورنالیست فرانسوی - ۲۰۱۴

ژولین کوربه به فرانسوی Julien Courbet (زاده ۷ فوریه ۱۹۶۵) روزنامه‌نگار و مجری رادیو و تلویزیون و تهیه‌کنندهٔ برنامه‌های تلویزیونی می‌باشد.

## زندگانی
ژولین کوربه در ایسینه شهری واقع در بوردو در شهرستان ژیروند متولد شد. او از دانشگاه انستیتوی تکنولوژی بوردو چهار فارغ‌التحصیل شد.

## فعالیت‌های حرفه‌ای
ژولین کوربه ابتدا در برنامه‌های رادیویی مختلف در بوردو شروع به فعالیت کرد. و از سال ۱۹۹۳ در کانال تی‌اف۱ فعالیت تلویزیونی خود را آغاز کرد. 

## زندگی شخصی
ژولین کوربه در سال ۱۹۹۸ با کاترین کوربه ازدواج کرد. آنها صاحب دو فرزند یک دختر به نام لولا و یک پسر به نام گابین هستند.